# Сенф
Сенф (од  ), слачица или горушица, густи је зачин за јело који се прави од мљевеног сјемена слачице уз додатак воде и сирћета. Фино самљевено сјеме слачице се кува у води уз додавање сирћета и других зачина. 
Сенф се обично комбинује са месом, поврћем и сиревима, посебно као зачин за сендвиче, хамбургере и виршле. Такође се користи као састојак у многим преливима, глазурама, сосовима, супама и маринадама. Као крема или као појединачна семена, сенф се користи као зачин у кухињи Индије и Бангладеша, Медитерана, северне и југоисточне Европе, Азије, Америке и Африке, што га чини једним од најпопуларнијих и широко распрострањених коришћени зачина у свету.

## Етимологија ријечи
Ријеч сенф је у српском језику од  , које опет потиче од латинског и старогрчког синапис, а енгл. mustard od лат. mustum младо вино и лат. ardens топло, горуће.

## Историјат сенфа
Први су припремали сенф, највјероватније Римљани. Они су мијешали неферментисани сок од грожђа са сјеменом слачице (мустум арденс ). Негдје од краја четвртог вијека римски кувари су сенфу додавали бибер, ким, ловор, мирођију, целер, мајчину душицу, оригано, лук, мед, сирће и уље и њиме прије печења премазивали свињу. Римљани су овај намаз почели да извозе у Галију и даље. Монаси у Паризу већ од 10 вијека справљају по датој рецептури сенф.
Дижон у Француској је од 1292. године већ посто познати произвођач сенфа. У Дижону се сенф вијековима производи. Његов укус се усавршавао из дана у дан. Почео је и да се индустријски производи. У партнерству са Морисом Грејем, сенф се производи по јединственој рецептури којој је додано и бијелог вина. Овај сенф је најпознатији сенф на свјетском тржишту.

## Припрема
Разноврсни укуси сенфа долазе у широком опсегу и снази зависно од сорте слачице и начина припреме. Основни укус „жестине топлоте“ великим дијелом зависи од слачице (sinapis alba). Разликују се укуси сенфа од бијеле или неке друге слачице. Кувањем се ублажава жестина и мијења укус сенфа. Зависно од технологије, али прије свега од додаваних зачина и средстава постоје многобројни и укуси и врсте сенфова.

## Примјена у кулинарству
Употребљава се као додатак јелима, код прављења сендвича и као намаз код непосредног конзумирања меса. Сенф се најчешће користи за трпезом као зачин на хладно и топло месо. Такође се користи као састојак у мајонезу, винегрету, маринади и сосу за роштиљ. Сенф је популарна пратња виршлама, перецима и братвурсту. У Холандији и северној Белгији, обично се користи за прављење супе од сенфа, која укључује сенф, кајмак, першун, бели лук и комадиће слане сланине. Сенф као емулгатор може стабилизовати мешавину две или више течности које се не мешају, као што су уље и вода. Додат у холандски сос, сенф може да спречи згрушавање.

### Нутритивна вредност
Количине различитих хранљивих материја у семену горушице могу се наћи у Националној бази података о нутријентима USDA. Као зачин, сенф у просеку има око 5 kcal по кашичици. Неки од многих витамина и хранљивих састојака који се налазе у семену горушице су селен и омега 3 масне киселине.

### Припрема
Многе врсте припремљеног сенфа имају широк спектар јачине и укуса, у зависности од сорте семена горушице и начина припреме. Основни укус и „врелина“ сенфа су у великој мери детерминисани врстом семена, начином припреме и састојцима. Препарати од биљке беле горушице (Sinapis alba) имају мање оштар укус од препарата црне горушице (Brassica nigra) или смеђе горушице (Brassica juncea). Температура воде и концентрација киселина као што је сирће такође одређују јачину припремљеног сенфа; топлије течности и јаче киселине денатуришу ензиме који чине једињења која производе снагу. Стога се, „врући“ сенф прави са хладном водом, док се коришћењем топле воде добија блажи зачин, под условом да је све остало једнако.

## Складиштење и рок трајања
Припремљени сенф се продаје у стакленим теглама, пластичним флашама или металичним цевима за цеђење. Због својих антибактеријских својстава и киселости, сенф не захтева хлађење ради безбедности; на њему неће расти буђ, плесан или штетне бактерије. Сенф може трајати неограничено без да постане нејестив или штетан, иако се може осушити, изгубити укус или постати смеђ услед оксидације. Мешање са малом количином вина или сирћета може побољшати осушени сенф. Неке врсте припремљеног сенфа које се чувају дуже време могу да се раслоје, што се може исправити мешањем или мућкањем. Ако се дуго чува у фрижидеру, сенф може добити горак укус.
Када се цело семе горушице изгњечи и помеша са течношћу, активира се ензим који ослобађа оштра сумпорна једињења, али она брзо испаре. Кисела течност, као што је вино или сирће, даје дуготрајнији укус успоравањем реакције. Међутим, припремљени сенф временом губи своју оштрину; губитак се може успорити држањем у затвореној посуди (непровидној или у мраку) на хладном месту или у фрижидеру.

## Алергије
Јак сенф може изазвати сузење очију и убадати језик, непце и грло. Домаћи сенф може бити љући и интензивнијег укуса од већине комерцијалних препарата.
Било који део биљке горушице такође може, мада ретко, изазвати алергијске реакције код неких људи, укључујући анафилаксу. У номенклатури Европске уније присуство сенфа у упакованој храни је обавезно, било као састојак или чак као ненамерна контаминација у траговима. Уредба (ЕЦ) 1169/2011 о обележавању хране наводи 14 алергената, укључујући и сенф, чије присуство у упакованој храни мора бити јасно назначено на етикети као део листе састојака, користећи карактеристичну типографију (тј. подебљано, велика слова).